# Alfred Vallette

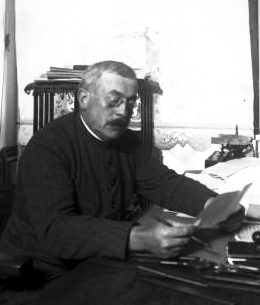
Alfred Vallette

Alfred Vallette (* 31. Juli 1858 in Paris; † 28. September 1935 ebenda) war ein französischer Schriftsteller und Herausgeber.

## Leben
Vallette war der Autor von zwei Romanen und wurde vor allem als Gründer und Herausgeber der Zeitschrift Mercure de France bekannt, die er zusammen mit seiner Ehefrau, der Schriftstellerin Rachilde, von 1890 bis 1935 leitete. In dieser Zeitschrift veröffentlichten sie zwei der von Marcel Proust übersetzten Werke von John Ruskin, The Bible of Amiens und Sesam und Lilien.
Er gehörte zu einem Schriftstellerzirkel, dem auch Antony Mars, Albert Samain, Charles Guérin und Victor Forbin angehörten. Lange Jahre arbeitete er mit Paul Léautaud in der Zeitschrift Mercure de France zusammen.

## Werke
- A l'écart; Perrin, Paris, 1891
- Le Vierge : La Vie grise; Tresse et Stock, Paris, 1891
- Le Roman d'un homme sérieux : Alfred Vallette à Rachilde, 1885-1889; Mercure de France, Paris, 1943
- Lettres à A.-Ferdinand Herold, 1891-1935, et quelques-unes à son épouse; Éditions du Fourneau, Paris, 1992